# Riesenresonanz
Riesenresonanzen sind angeregte Zustände von Atomkernen, an denen ein großer Anteil der Nukleonen des Kerns beteiligt sind. Man kann sie interpretieren als kollektive Schwingungen von Nukleonen, ähnlich der Vibration eines Flüssigkeitstropfens, wobei bei in vielen Fällen die Protonen und die Neutronen und/oder die beiden unterschiedlichen Spinrichtungen jeweils als separate Flüssigkeiten aufgefasst werden können. Der Name stammt von den relativ großen Wirkungsquerschnitten, die in den sie anregenden Streuexperimenten beobachtet wurden.
Von besonderer Bedeutung sind elektrische Dipol-Riesenresonanzen, englisch Giant Dipole Resonance (GDR)

## Beschreibung
Riesenresonanzen können z. B. durch Anregung des Kerns mit Photonen, Elektronen oder Schwerionen entstehen und zerfallen durch Nukleonen-/Kernemission (Photon, Neutron, α-Teilchen, …). Die GDR zeigt sich in den Anregungsenergien schwerer Kerne oberhalb der Ablösungsenergie eines Nukleons bei etwa 8 MeV und variiert mit der dritten Wurzel der Massenzahl A, was im Modell von Jensen und Steinwedel auch vorhergesagt wurde. Bei schweren Kernen mit Massenzahlen über 60 ist die Breite der Resonanz typisch einige MeV; bei leichten Kernen spaltet sich die Resonanz typischerweise in mehrere Peaks auf. Bei deformierten Kernen gibt es typischerweise zwei Peaks, je nach Schwingung längs der Symmetrieachse oder senkrecht dazu.
Die elektrische Dipol-Riesenresonanz wurde 1947 von G. C. Baldwin und G. S. Klaiber bei der Untersuchung der Photodesintegration und später bei ({\displaystyle \gamma }, n)-Reaktionen an Uran-Kernen entdeckt.

## Deutung als kollektive Schwingungsmoden
In einem einfachen makroskopischen Bild, das von Maurice Goldhaber und Edward Teller stammt, wird die GDR-Riesenresonanz als kollektive Schwingung der Protonen gegen die Neutronen beschrieben. 1950 wurde sie von Helmut Steinwedel und J. Hans D. Jensen durch ein Zweiflüssigkeitsmodell (Protonen- und Neutronen-Flüssigkeit) beschrieben. Die mikroskopische Deutung sieht in Riesenresonanzen eine kohärente Anregung von Einteilchen-Einloch-Übergängen im Schalenmodell.
Die makroskopischen Schwingungen lassen sich unterscheiden nach
- Multipolarität: Man kann die Resonanzen nach Drehimpuls-Eigenzuständen entwickeln und spricht dann von Monopol- (GMR; 1977 entdeckt), Dipol- (GDR), Quadrupol- (GQR; 1972 entdeckt) oder allgemein Multipol-Riesenresonanzen.
  - Monopolschwingungen entsprechen einer radialen Oszillation, quasi einem periodischen Aufblähen und Zusammenziehen des Kerns.
  - Dipolschwingungen entsprechen einer Hin-und-Her-Bewegung.
  - Quadrupolschwingungen entsprechen einer periodisch wechselnden „horizontalen“ und „vertikalen“ Verformung.
- Isospin: Der Anteil, den Neutronen und Protonen an der Schwingung haben, drückt sich im Isospin-Charakter aus.
  - Als „isoskalar“ ({\displaystyle \Delta T=0}) bezeichnet man Schwingungen, bei denen die Gesamtheit der Protonen und der Neutronen gleichphasig (miteinander) schwingen.
  - Als „isovektoriell“ ({\displaystyle \Delta T=1}) bezeichnet man Schwingungen, bei denen die Gesamtheit der Protonen und der Neutronen gegenphasig (gegeneinander) schwingen. Die GDR hat Isovektor-Charakter.
- Spin: 
  - Als „elektrisch“ ({\displaystyle \Delta S=0}) bezeichnet man Schwingungen, bei denen Nukleonen beider Spinzustände („Spin up“ und „Spin down“) gleichphasig schwingen
  - Als „magnetisch“ ({\displaystyle \Delta S=1}) bezeichnet man Schwingungen, bei denen die Nukleonen mit „Spin up“ und die Nukleonen mit „Spin down“ gegenphasig schwingen

Elektrische Dipolresonanzen sind nur als isovektorielle Schwingungen möglich. Im Falle einer isoskalaren Schwingung würden alle Nukleonen gemeinsam hin und her schwingen, was nicht geht, weil der Schwerpunkt stationär bleiben muss.
Bei deformierten Kerne kann als weitere Schwingungsform die Scherenmode auftreten, wenn die beiden elliptisch verformten „Tropfen“ aus Protonen und Neutronen sich wie eine Schere gegeneinander bewegen.
Typischerweise schöpfen die Riesenresonanzen die Summenregeln für die jeweiligen (elektrischen/magnetischen) Multipolübergänge aus.
Neben der GDR-Riesenresonanz rückte ab den 1990er Jahren auch ein kleinerer Resonanzpeak in neutronenreichen Kernen, die Pygmy-Resonanz (PDR), in die Aufmerksamkeit der Forschung, der sich deutlich vom „Schwanz“ der Riesenresonanz abhob.